# Lac de Born
Le Lac de Born est un des quatre lacs glaciaires de l'Aubrac, situé en Lozère. Il est le plus haut en altitude.

## Histoire

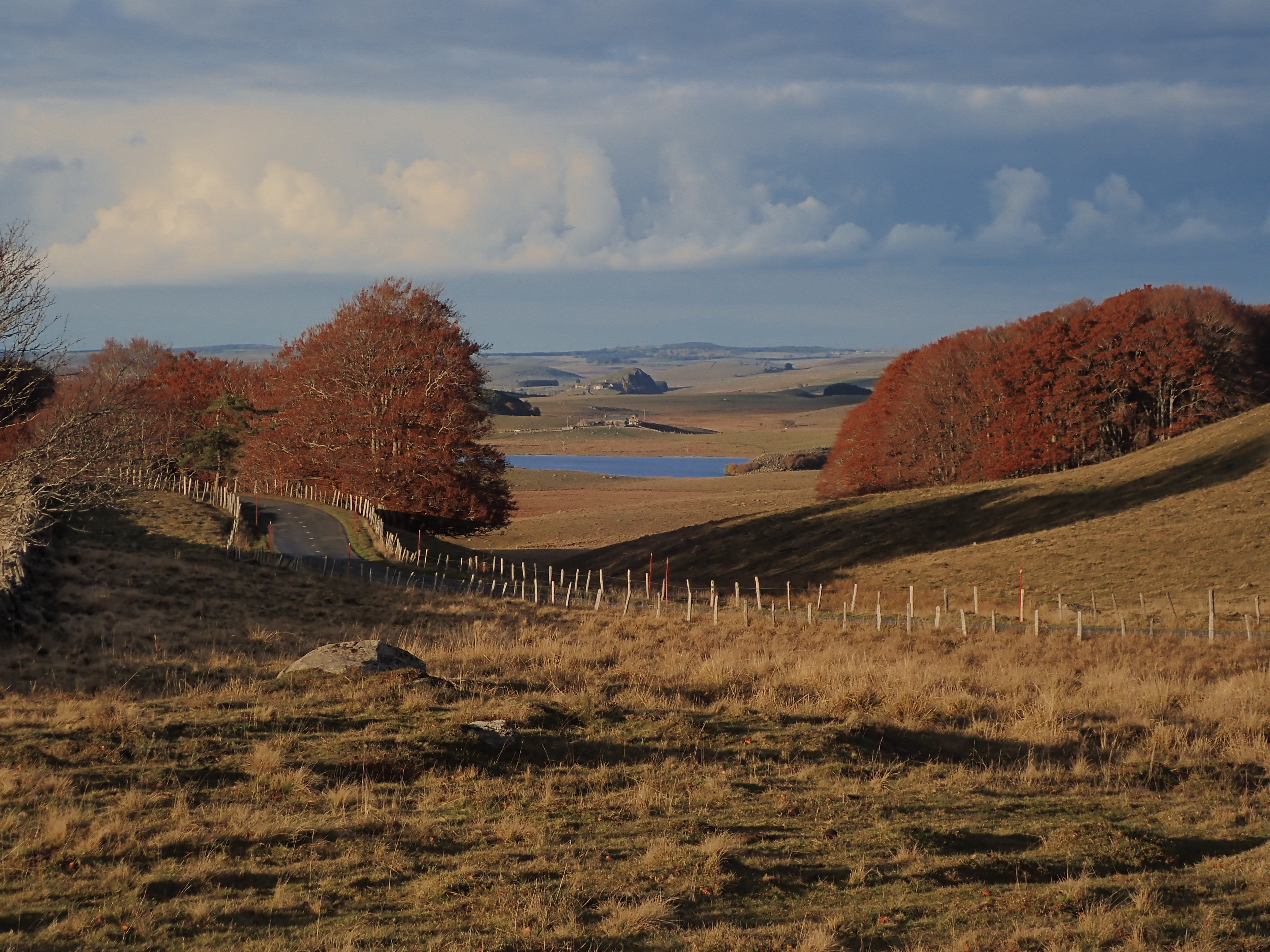
Le lac de Born en automne, vu du sud. On reconnaît à l'arrière-plan le truc de Marchastel.

En 1526, les moines de l'Aubrac (de la domerie) viennent en aide à François Ier pour payer une rançon due aux Italiens après la défaite de Pavie. En signe de reconnaissance, le roi aurait fait remplir le lac de carpes pour que les habitants puissent profiter de cette pêche.

## Géologie
Si sa forme circulaire a pu laisser supposer un temps qu'il s'agissait du cratère d'un ancien volcan, aujourd'hui, il est clairement établi que le lac de Born est un lac de surcreusement glaciaire (comme tous les autres lacs de l'Aubrac). Sa faible profondeur (une dizaine de mètres environ) l'atteste de manière indiscutable. En effet, les lacs de cratère sont en général bien plus profonds (voir le lac Pavin).

## Sources et références
1. ↑  Abel Hugo, France pittoresque, vol. 2, Paris, Delloye, 1835 (lire en ligne), p. 195
2. ↑  J. Rouire et C. Rousset, Guides géologiques régionaux : Causses, Cévennes, Aubrac, Paris/New York/Barcelone, Masson, 1980, 190 p. (ISBN 2-225-65274-0)